# Morfogênese
Morfogénese (português europeu) ou morfogênese (português brasileiro) é uma palavra com origens na língua grega, que significa "desenvolvimento da forma". A morfogênese é um processo mecânico que envolve forças que geram estresse mecânico, tensão e movimento das células, e pode ser induzida por programas genéticos de acordo com o padrão espacial das células dentro dos tecidos. Os “morfogenes” são moléculas que induzem a diferenciação ou proliferação celular. Outras moléculas importantes são os factores de transcrição, proteínas que determinam o destino das células pelas suas interacções com o DNA.
Para a biologia, morfogênese é um processo de modelagem dos organismos, ou seja, do seu desenvolvimento a partir do zigoto, através da formação dos tecidos, órgãos e sistemas.